# Reso Zilan
Reso Zilan, född 1947 i Bazid (turkiska: Doğubayazıt), norra Kurdistan i östra Turkiet, är översättare, lingvist och fd politiker som i Sverige arbetar som modersmålslärare i nordkurdiska (kurmanci). Tidigare har han undervisat Kurdiska bland annat på Lärarhögskolan i Stockholm och på Uppsala universitet. 
Reso har också utbildat Kurdiska tolkar och är Kurdisk språkexpert på kammarkollegiets avdelning för auktorisering av Tolk och Translatorer.
Zilan sitter också i styrelsen för Institute Kurde de Paris i Frankrike där han är ordförande i sektionen för Språk och litteratur.
Reso Zilan har översatt många böcker till kurdiska, bland de böcker han översatt är de populära Astrid Lindgrens Emil samt Alfons Åberg böckerna men har också översatt Svensk-kurdiskt midi lexikon  (nordkurdiska).

## Böcker
- Translation of Arhuaco Sierra Nevada, by Bengt Arne Runnerström, Kurdiska kulturförl., 54 pp., Stockholm, 1985.  ISBN 91-86146-16-5
- Şev baş Alfons Åberg, Translation of a work by Gunilla Bergström, Kurdiska kulturförl., 24 pp., Stockholm, 1985. ISBN 91-86146-17-3
- Bavo, were derve, Translation of a work by Inger and Lasse Sandberg, Kurdiska kulturförl., 32 pp., Stockholm,  1986. ISBN 91-86146-20-3
- Emîl, mîha nîvçe, Translation of a work by Petra Szabo, Kurdiska kulturförl., 28 pp., Stockholm , 1986. ISBN 91-86146-19-X
- Kundirê helez, Translation of a work by Lennart Hellsing, Kurdiska kulturförl., 27 pp., Stockholm , 1986. ISBN 91-86146-18-1
- Kela jînê, Translation of a work by Veronica Leo, Kurdiska kulturförl., 32 pp., Stockholm , 1986. ISBN 91-86146-22-X
- Sûmiya Zîrek ya hejmar 325, Translation of a work by Astrid Lindgren, Kurdiska kulturförl., 59 pp., Stockholm , 1986. ISBN 91-86146-21-1
- Nebezê li Çiyayê Mazî, Translation of a work by Jens Ahlbom, Kurdiska kulturförl., 29 pp., Stockholm , 1987. ISBN 91-86146-23-8
- Spî û Reş û hemûyên din, Translation of a work by Inger och Lasse Sandberg, Kurdiska kulturförl., 29 pp., Stockholm ,  1987. ISBN 91-86146-24-6
- Akin di hembêza welatê nû de : zarokeke penaber vedigêre, Translation of a work by Binnie Kristal-Andersson, Kurdiska kulturförl., 39 pp., Stockholm ,  1989. ISBN 91-86146-27-0 ; 91-86146-28-9
- Kino digot: Ka lingê min bicebirîne!, Translation of a work by Inger and Lasse Sandberg, Kurdiska kulturförl., 32 pp., Stockholm, 1991. ISBN 91-86146-38-6

### Lexikon
- Svensk-kurdiskt lexikon (nordkurdiska)(Swedish-North Kurdish Dictionary), Statens institut för läromedel (SIL), 311 pp., Stockholm, 1989.  ISBN 91-7688-164-4
- Svensk-sydkurdiskt lexikon (Swedish-South Kurdish Dictionary), Statens skolverk , 309 pp., Stockholm, 1992, ISBN 91-1-925332-X